# Nobuyuki Zaizen
Nobuyuki Zaizen (jap. 財前 宣之 Zaizen Nobuyuki; ur. 19 października 1976) – japoński piłkarz występujący na pozycji pomocnika.

## Kariera klubowa
Od 1995 do 2011 roku występował w klubach Verdy Kawasaki, Logroñés, HNK Rijeka, Vegalta Sendai, Montedio Yamagata, Muangthong United i BEC Tero Sasana.